# Renault Twingo E-Tech
Renault Twingo E-Tech — це невеликий електромобіль, вироблений французьким виробником Renault. Він був представлений у листопаді 2023 року на концепт-карі Twingo Legend.

## Огляд
Стиль сильно натхненний Twingo першого покоління.
Модель буде побудована на платформі «AmpR Small» і збиратиметься в Словенії з 2026 року.

## Нагороди
У січні 2024 року електричний прототип Twingo E-Tech отримав спеціальний приз журі на 31-й церемонії L'Argus Trophies.

## Зовнішні посилання
- Офіційний сайт (англ.)